# Kardoskút
Kardoskút község Békés vármegye Orosházi járásában.

## Fekvése
Békés vármegye délnyugati részén fekszik, Orosháza és Tótkomlós központjától is közel azonos távolságra, mindkettőtől nagyjából 8-10 kilométernyire. A szomszédos települések: észak felől Orosháza, délkelet felől Tótkomlós, délnyugat felől Békéssámson, nyugat felől pedig Székkutas; keleti határszélén egy pontban érintkezik a közigazgatási területe Pusztaföldvárral is. Legfontosabb turisztikai vonzereje, a Körös–Maros Nemzeti Park egyik legértékesebb részének számító Kardoskúti Fehér-tó a község délnyugati határszéle közelében található.

### Megközelítése

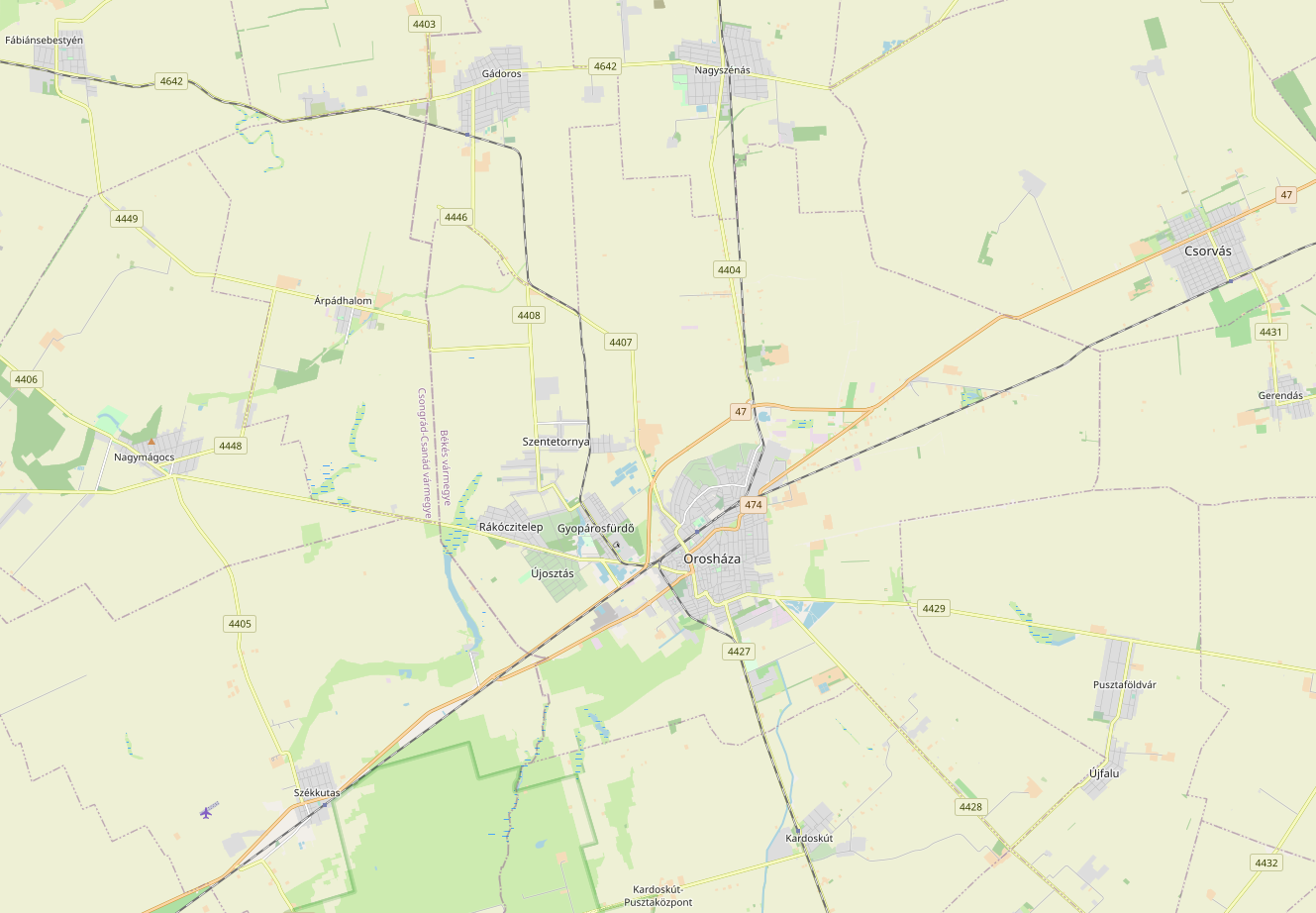
A község Orosháza környéke térképén

Központján nagyjából észak-déli irányban végighúzódik az Orosháza-Mezőhegyes közti 4427-es út, ezen érhető elé mindkét végponti település, illetve Tótkomlós felől is; Hódmezővásárhelyről a 4418-as út vezet a községbe. Az útirányjelző táblák Kardoskútra vezető útként jelölik a 47-es főút elágazásánál a 4419-es utat is, habár az teljes hosszában Székkutas területén húzódik, de Kardoskút Pusztaközpont településrésze valóban onnan érhető el a legegyszerűbben a főút felől. A település keleti határszélét érinti az Orosháza-Mezőkovácsháza közti 4428-as út és a Pusztaföldvárt kiszolgáló 4452-es út, a belterülettől nyugatra pedig áthaladt a területén az ezen a szakaszon már megszüntetett, sőt részben elbontott 4422-es út is.
Vonattal a MÁV 125-ös számú Mezőtúr–Orosháza–Mezőhegyes–Battonya-vasútvonalán érhető el, amelynek két megállási pontja létesült itt. Kardoskút vasútállomás a belterület nyugati szélén helyezkedik el, közvetlenül a 4427-es út mellett; Gyulamező megállóhely a község déli határszélén működött, de már megszűnt. A település vasútállomása a vonal állomásainak viszonylatában, Orosháza felől számítva Bogárzó megállóhely után következett, amely ma már ugyancsak nem üzemel, így a jelenlegi forgalmi viszonyok között Orosháza felső megállóhely és Tótkomlós vasútállomás között található.

## Története
Az Orosházáról Tótkomlós felé menő út mellett kialakult település a vasútvonal 1893-as kiépítése után lett a Hódmezővásárhelyhez tartozó puszta állat- és terményszállítási központja, majd 1949-ben önálló községgé vált.
Az 1950-es megyerendezéskor az addig Csongrád vármegyéhez tartozó települést Békés megyéhez csatolták.
Kardoskút határában nagy kiterjedésű olaj- és gázmezőt találtak, amely révén a szénhidrogénipar központjává vált.
A település a Körös–Maros Nemzeti Park mellett fekszik, közelében található a 3 kilométer hosszúságban elnyúló Fehér-tó madárrezervátuma és mellette, a sóstói telepen van a híres rackajuh és cigájajuh génbank is.

## Közélete

### Polgármesterei
- 1990–1994: Ifj. Ramasz Imre (független)[4]
- 1994–1998: Ramasz Imre László (független)[5]
- 1998–2002: Ramasz Imre László (független)[6]
- 2002–2006: Ramasz Imre László (független)[7]
- 2006–2010: Ramasz Imre László (független)[8]
- 2010–2012: Ramasz Imre László (független)[9]
- 2012–2014: Lengyel György (független)[10][11]
- 2014–2019: Lengyel György (független)[12]
- 2019–2024: Varga Pál (független)[13]
- 2024– : Varga Pál (független)[1]

A településen 2012. november 25-én időközi polgármester-választást tartottak, az előző polgármester halála miatt.

## Népesség
| Lakosok száma | 923  | 924  | 913  | 776  | 724  | 726  | 736  |
|               | 2013 | 2014 | 2015 | 2021 | 2022 | 2023 | 2024 |

2001-ben a település lakosságának 99%-a magyar, 1%-a egyéb (főleg szlovák) nemzetiségűnek vallotta magát.
A 2011-es népszámlálás során a lakosok 78,4%-a magyarnak, 0,2% cigánynak, 0,2% németnek, 0,2% szlováknak mondta magát (21,6% nem nyilatkozott; a kettős identitások miatt a végösszeg nagyobb lehet 100%-nál). A vallási megoszlás a következő volt: római katolikus 16,3%, református 6%, evangélikus 10,7%, felekezeten kívüli 25,1% (39,4% nem nyilatkozott).
2022-ben a lakosság 91,4%-a vallotta magát magyarnak, 0,3% ruszinnak, 0,1-0,1% cigánynak és örménynek, 1,9% egyéb, nem hazai nemzetiségűnek (8,6% nem nyilatkozott; a kettős identitások miatt a végösszeg nagyobb lehet 100%-nál). Vallásuk szerint 9,7% volt római katolikus, 9,4% evangélikus, 4% református, 0,7% görög katolikus, 0,7% egyéb keresztény, 2,5% egyéb katolikus, 32,9% felekezeten kívüli (39,9% nem válaszolt).

## Nevezetességei
A kardoskúti Fehér-tó területe madárrezervátum: számos madárfaj (daru, nagy lilik, kis lilik stb.) költő- illetve átvonulóhelye.